# Доновали
Доновали (слч. Donovaly) насељено је мјесто са административним статусом сеоске општине (слч. obec) у округу Банска Бистрица, у Банскобистричком крају, Словачка Република.

## Становништво
| Година:    | 1994. | 2004.    | 2014.    | 2024.    |
| ---------- | ----- | -------- | -------- | -------- |
| Број људи: | 138   | 153      | 222      | 283      |
| Разлика:   |       | +10,86 % | +45,09 % | +27,47 % |

| Година:    | 2023. | 2024. |
| ---------- | ----- | ----- |
| Број људи: | 283   | 283   |
| Разлика:   |       | +0 %  |

Према подацима о броју становника из 2011. године насеље је имало 231 становника.